# Toshio Suzuki (produtor)
Toshio Suzuki (鈴木 敏夫, Suzuki Toshio, Nagoia, 19 de agosto de 1948) é um produtor cinematográfico de animes. Suzuki é conhecido por ser um dos produtores mais bem sucedidos do Japão, após os êxitos de muitos filmes do Studio Ghibli, do qual foi presidente e co-fundador.

## Biografia
Suzuki nasceu em Nagoia (Aichi) em 1948. Em 1967, se matriculou na Universidade Keio e se formou em literatura em 1972.

## Prêmios
Em 2014, Suzuki foi nomeado ao lado de Hayao Miyazaki por seu trabalho em Kaze Tachinu ao Oscar de melhor filme de animação. Também no ano de 2014, no anual MEXT Art Encouragement Prizes, Suzuki ganhou o "Grande Prêmio" por seu desenvolvimento como produtor em Kaze Tachinu e Kaguya-hime no Monogatari.
Em 2017, foi novamente indicado ao Oscar de melhor filme de animação por La Tortue rouge.

## Filmografia
| Ano  | Título                                                         | Título em Japonês                        |
| ---- | -------------------------------------------------------------- | ---------------------------------------- |
| 1984 | Nausicaä of the Valley of the Wind                             | 風の谷のナウシカ                         |
| 1985 | GoShogun: The Time Étranger                                    | 戦国魔神ゴーショーグン 時の異邦人        |
| 1986 | Castle in the Sky                                              | 天空の城ラピュタ                         |
| 1987 | Digital Devil Monogatari Megami Tensei                         | デジタル・デビル物語 ストーリー 女神転生 |
| 1988 | Grave of the Fireflies                                         | 火垂るの墓                               |
| 1988 | Legend of the Galactic Heroes: My Conquest Is the Sea of Stars | 銀河英雄伝説: わが征くは星の大海         |
| 1988 | My Neighbor Totoro                                             | となりのトトロ                           |
| 1989 | Kiki's Delivery Service                                        | 魔女の宅急便 Majo no Takkyūbin           |
| 1991 | Only Yesterday                                                 | (おもひでぽろぽろ                        |
| 1991 | The Heroic Legend of Arslan                                    | アルスラーン戦記                         |
| 1992 | Porco Rosso                                                    | 紅の豚                                   |
| 1993 | Ocean Waves                                                    | 海がきこえる                             |
| 1994 | Pom Poko                                                       | 平成狸合戦ぽんぽこ                       |
| 1995 | On Your Mark                                                   | オン・ユア・マーク                       |
| 1995 | Whisper of the Heart                                           | 耳をすませば                             |
| 1997 | Princess Mononoke                                              | もののけ姫                               |
| 1999 | My Neighbors the Yamadas                                       | ホーホケキョとなりの山田くん             |
| 2000 | Ghiblies                                                       | ギブリーズ                               |
| 2000 | Shiki-Jitsu                                                    | 式日                                     |
| 2001 | Recess: School's Out                                           | リセス ぼくらの夏休みを守れ!             |
| 2001 | Spirited Away                                                  | 千と千尋の神隠し                         |
| 2002 | Ghiblies Episode 2                                             | ギブリーズ二                             |
| 2002 | The Cat Returns                                                | 猫の恩返し                               |
| 2003 | Killers: .50 Woman                                             | キラーズ                                 |
| 2004 | Howl's Moving Castle                                           | ハウルの動く城                           |
| 2004 | Innocence: Ghost in the Shell                                  | 攻殻機動隊 イノセンス                    |
| 2006 | Tachiguishi-Retsuden                                           | 立喰師列伝                               |
| 2006 | Tales from Earthsea                                            | ゲド戦記                                 |
| 2008 | Ponyo on the Cliff by the Sea                                  | 崖の上のポニョ                           |
| 2010 | The Secret World of Arrietty                                   | 借りぐらしのアリエッティ                 |
| 2011 | From Up on Poppy Hill                                          | コクリコ坂から                           |
| 2013 | The Kingdom of Dreams and Madness                              | 夢と狂気の王国                           |
| 2013 | The Wind Rises                                                 | 風立ちぬ                                 |
| 2014 | When Marnie Was There                                          | 思い出のマーニー                         |
| 2016 | The Red Turtle                                                 | レッドタートル ある島の物語              |
| 2017 | Mary and the Witch's Flower                                    | メアリと魔女の花                         |
| 2020 | Earwig and the Witch                                           | アーヤと魔女                             |
| TBA  | How Do You Live?                                               | きみたちはどういきるか                   |